# 龙洞堡机场站
龙洞堡机场站是贵阳轨道交通2号线的地铁车站，位于中华人民共和国贵州省贵阳市南明区贵阳龙洞堡国际机场T2航站楼西侧，于2021年4月28日开通。

## 车站结构
龙洞堡机场站平行于航西1号路东侧呈南北向设置，与贵广客运专线龙洞堡站合建，为地下二层岛式站台车站，长232.3米，宽61.5米，车站地下一层为地铁与高铁站共用的站厅层，上方有部分夹层结构，地下二层为地铁站台层，地下三层为暗挖高铁龙洞堡站站台。
| 地面              | 出入口       | A1、A2出入口                                                                                              |
| 地下一层          | 主入口及站厅 | B1、B2出入口、客服中心、自动售票机、验票机                                                                |
| 地下二层          | 站台         | \| \| \| █ 2号线往中兴路（见龙洞） \| \| 島式 · 開左邊车门 \| \| \| \| \| \| █ 2号线往白云北路（小碧） \| |
| 地下三层          | 高铁站台     | 龙洞堡站站台                                                                                              |
|                   |              | █ 2号线往中兴路（见龙洞）                                                                                 |
| 島式 · 開左邊车门 |              | |
|                   |              | █ 2号线往白云北路（小碧）                                                                                 |

## 车站出口
龙洞堡机场站共有4个出入口，同时站厅处于公共换乘层，可直接连通高铁站出入口，各出口及周围设施如下所示：
| 编号                    | 出入口信息                                             | 照片 | 无障碍设施 |
| ----------------------- | ------------------------------------------------------ | ---- | ---------- |
| A · 1 · 出口 · （设有） | 航西1号路，国内到达11号门，地面停车场                  |      |            |
| A · 2 · 出口            | 航西1号路，国内到达9号门，地面停车场                   |      | 不適用     |
| B · 1 · 出口            | T1航站楼，T2航站楼，T3航站楼                           |      | 不適用     |
| B · 2 · 出口            | T1航站楼，T2航站楼，T3航站楼，龙洞堡高铁站，长途汽车站 |      | 不適用     |
| 图例： 设有             |                                                        |      |            |

## 接驳交通

### 航空
- 贵阳龙洞堡国际机场

### 机场巴士
- 贵阳机场客车站：机场东站北站线，机场至安顺线，机场至金阳客车站线，机场至大方线，机场至郎贷客运站线，机场夜间线

### 公交车
- 龙洞堡机场：216路，254路，258路，750路

## 历史
本站建设时期工程名为机场站，开通前正式命名为龙洞堡机场站，站名来自车站附近的的龙洞堡机场。
- 2021年4月28日，车站随2号线工程通车开通[1]。